# Jenny Mastoraki
Jenny Mastoraki (Atenas, 21 de fevereiro de 1949 – Atenas, 30 de julho de 2024), em grego:  Τζένη Μαστοράκη, foi uma poeta e tradutora grega.
Traduziu para o grego obras como O apanhador no campo de centeio, de J.D. Salinger.

## Morte
Mastoraki morreu no dia 30 de julho de 2024, aos 75 anos.

## Obras
- Διόδια (Diodia), 1972[3]
- Το σόι (To soi), 1978
- Ιστορίες για τα βαθιά (Histoires gia ta vathia), 1983
- Μ' ένα στεφάνι φως (With a garland of light), 1989[4]